# 法塔赫高超音速弹道导弹
法塔赫高超音速弹道导弹（波斯語：موشک هایپرسونیک فتاح）是伊朗高超音速中程弹道导弹，由伊斯兰革命卫队研制，于2023年亮相。这是伊朗第一种高超音速弹道导弹。据伊朗称，其高机动性和速度使其能够击败所有导弹防御系统。
它的名字意思是“征服者”或“胜利者”，出自阿拉伯语，指的是法塔赫，该名称由伊朗最高领袖选定。
一些弹道导弹已经达到了高超音速，属于只有少数国家拥有的新型武器。

## 描述
法塔赫是一种精确制导的两级固体燃料导弹，射程为1,400公里，终端速度为13马赫至15马赫。其弹头有一个以固体燃料为动力的球形发动机，带有可移动喷嘴，可以使弹头提高自身速度并向各个方向移动。
据伊朗称，它可以在大气层内外机动，并且能够绕过导弹防御系统。它还可以瞄准反弹道导弹系统，为其他弹道导弹扫清道路。

## 历史
2022年11月10日，在被誉为“伊朗导弹之父”的哈桑·特赫拉尼·莫加丹逝世11周年之际，伊朗宣布已制造出先进的高超音速弹道导弹，称其为“重大代际飞跃”。IRGC-ASF指挥官阿米尔·阿里·哈吉扎德准将表示，该导弹具有很高的速度，可以在地球大气层以下和之上进行机动。他说“它可以突破所有反导弹防御系统”，并补充说他相信需要几十年的时间才能开发出能够拦截它的系统。他还表示，它甚至可以瞄准世界上最先进、最重要的导弹防御系统。
揭幕仪式于2023年6月6日举行。